# Хребтов, Аристоклий Александрович
Аристоклий Александрович Хребтов (21 июня [3 июля] 1876 — 4 ноября 1944, Молотов) — русский и советский агроном, ботаник, специалист по сорной растительности.

## Биография
Родился 21 июня (3 июля) 1876 в местечке Менцен Веронского уезда Лифляндской губернии (ныне территория Эстонии). Происходил из бедной многодетной семьи приходского учителя.
Окончил начальную школу, затем, в 1897 году, Рижскую духовную семинарию, получил должность сельского учителя. Позже поступил на сельскохозяйственный факультет Рижского политехнического института, в 1908-м блестяще защитил диплом и стал учёным-агрономом первого разряда. Часто переезжая с места на место, сменил множество должностей: успел поработать воспитателем и преподавателем сельского хозяйства в учительской семинарии в Виннице (1908), в Гатчинском сиротском институте (1909), инспектором народных училищ в Аренсбургском районе Рижского учебного округа (1912), работал преподавателем в Феллине (1915), Ярославле (1917), Бийске. В 1919-м был руководителем Алтайской научной экспедиции.
С 1921 года, по приглашению ректора, он возглавил кафедру ботаники и специальных культур Сибирской сельскохозяйственной академии в Омске. Исследовал сорную растительность, произрастающую в Омском уезде и Западной Сибири в целом, публиковал статьи как на эту тему, так и по различным вопросам растениеводства, издал руководство по сорной растительности СССР в двух томах.
В 1923 году Аристоклия Александровича пригласили на должность профессора и заведующего кафедрой частного земледелия агрономического факультета Петроградского государственного университета. Там он оборудовал кабинет и лаборатории кафедры, создал коллекционный питомник в учебном хозяйстве «Липовая гора».
В 1924 году ГУС присвоил Хребтову звание профессора. А спустя шесть лет, в 1930-м, Аристоклий Александрович получил должность профессора в только что открывшемся Уральском сельскохозяйственном институте в Перми. С 1931 года он профессор кафедры льна Уральского института северных прядильных культур в селе Зюкайка Пермской области, а с 1932 года — Всесоюзного института растениеводства в Ленинграде.
В 1933-м учёный вышел на пенсию, вернулся в Пермь, но не прекратил профессиональных занятий. Вёл исследовательскую работу, руководил Уральской луговой экспедицией. Во время последней выявлял семенные массивы дикорастущих злаковых и бобовых растений за Уралом, на территории нынешних Курганской и Тюменской областей; там под его руководством было исследовано 44 тыс. га угодий, выявлены ценные массивы на площади 1400 га.
С 1933-го Хребтов вновь работал в Уральском сельскохозяйственном институте, вначале в качестве профессора, затем, с 1934 года, — заведующего кафедрой частного земледелия. Решением ВАК в 1937 году ему было присвоено звание доктора сельскохозяйственных наук, причём без защиты диссертации. В 1937—1938 гг. Хребтов уже заместитель директора института по научной работе, и. о. директора института. В 1939 и 1941 гг. он участвовал во Всесоюзной сельскохозяйственной выставке, в 1939 и 1940 гг. — депутат Пермского городского Совета депутатов трудящихся.
На кафедре Хребтов организовал масштабные исследования лугов и пастбищ Предуралья, изучение методов обработки льна, агротехники и сортоиспытаний люцерны, пермского клевера, земляной груши, кормовой капусты, изучал сорняки и болотную растительность. Из более чем 1500 видов уральской флоры он взял на учёт 788 видов.
Хребтов написал свыше 250 научных и научно-популярных работ, главным образом по растениеводству, которые были опубликованы в центральных и местных периодических изданиях. Он автор монографий «Полезные и вредные растения Урала» (Свердловск, 1941) и «Дикорастущие пищевые и вкусовые растения» (Пермь, 1943).
Скончался 4 ноября 1944 года в Перми. Похоронен на Егошихинском кладбище.

## Избранные сочинения
- Дикорастущие злаки и бобовые Урала, как семенной материал. Сборник научно-исследовательских работ (Пермского сельскохозяйственного института), т. 5. — 1934. — С. 63—102.
- Полезные и вредные растения Урала. — Свердловск, 1941.
- Дикорастущие пищевые и вкусовые растения Молотовской области. — Молотов, 1943.